# Komastenschale
Die Komastenschale steht am Beginn der Entwicklung attischer Trinkschalen.

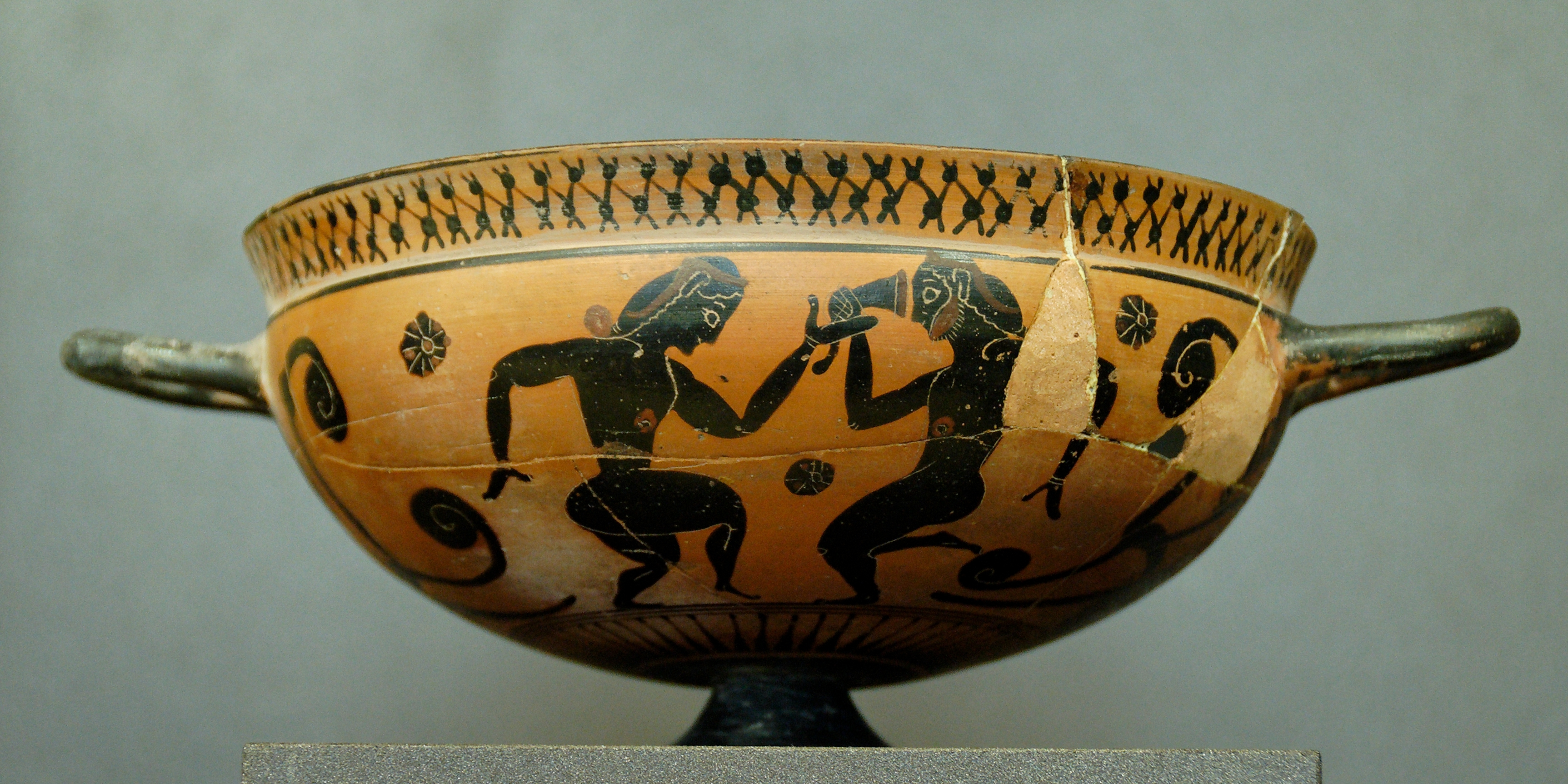
Komastenschale des Falmouth-Malers, um 560 v. Chr., Paris, Louvre E 741

Schalen waren eine Übernahme aus der levantinischen Kunst. Komastenschalen waren eine Weiterentwicklung aus den aus der Levante übernommenen Schalen, die vor allem in Ionien und Korinth verbreitet waren. Wie auch in der restlichen Vasenmalerei der Zeit, orientierten sich die attischen Künstler an den Werken aus Korinth. Die fast halbkreisrunde Form mit der abgesetzten Lippe und den niedrigen, ein bis zwei cm hohen Füßen ist eine attische Entwicklung. Die Innenseite der Schalen ist schwarz, nur ein kleiner tongrundiger Streifen unterhalb der Lippe wurde belassen. Fuß und die Außenseiten der Henkel sind ebenfalls Schwarz. Eine Linie ziert die Lippe, eine zweite Linie trennt die Henkelzone und den Rand, die beide tongrundig belassen wurden. Die ersten Exemplare waren recht groß, im Laufe der Produktionszeit wurden die Schalen kleiner.
Die bedeutendsten Maler der Komastenschalen finden sich in der sogenannten Komasten-Gruppe mit dem KX-Maler als bedeutendstem Vertreter. Sie ist nach den Darstellungen auf den Komastenschalen, den Komasten benannt. Diese Darstellungsform ist eng an die etruskische Vasenmalerei angelehnt.